# Tell It Like It Is
Tell It Like It Is (englisch für „Sage mir wie es ist“) ist ein Popsong von George Davis und Lee Diamond aus dem Jahr 1965, der zunächst durch Aaron Neville interpretiert und bekannt wurde.

## Entstehung und Thematik
Die beiden Urheber waren mit Neville befreundet und schrieben den Song für ihn: Lee Diamond skizzierte einen Teil des Songs und übergab ihn an George Davis, der Tell It Like It Is vollendete. In dieser Ballade spricht ein Mann die Frau, um die er wirbt, an und fordert sie auf, ehrlich ihm gegenüber zu sein. Seine Zeit ist zu kostbar; daher möchte er nicht als Spielzeug benutzt werden, sondern sucht die Frau, die es ernst mit ihm meint. Sie soll sagen, wie es mit der Liebe aussieht und dabei ihren Stolz und ihre Scham überwinden – sie soll sich lediglich von ihrem Gewissen leiten lassen: Tell it like it is; donʼt be ashamed; let your conscience be your guide. Tief in seinem Innersten weiß er, dass sie ihn liebt. Da das Leben zu kurz für Sorgen sei und sie bereits morgen nicht mehr hier sein könnte, solle sie sich ein Herz fassen und sich nehmen, was sie begehrt.
Somit wird das Motiv des „Carpe diem“ aufgegriffen: man solle das Leben genießen, solange es möglich ist.
Der Song wurde bereits 1965 eingespielt, aber erst am 9. November 1966 veröffentlicht.

## Originalversion
Die Version von Aaron Neville wurde besonders in den Vereinigten Staaten sehr erfolgreich und schaffte es 1967 an die Spitze der US-R&B-Charts und auf Platz zwei der Billboard Hot 100. In der Liste der 500 besten Songs aller Zeiten des Magazins Rolling Stone erreichte dieses Stück Platz 381. Neville hat den Song bis heute im Programm und wird nach dem Vortrag mit Standing Ovations gefeiert.
Tell It Like It Is ist 3:17 Minuten lang und erschien auf Nevilles gleichnamigem Album. Auf der B-Seite der Single befindet sich das Stück Why Worry.

## Coverversion von Don Johnson
1989 nahm der durch Miami Vice bekannt gewordene Schauspieler Don Johnson seine Version von Tell It Like It Is auf. Diese wurde weltweit am 20. Juni 1989 veröffentlicht und war in vielen Ländern Europas sehr erfolgreich. Das Stück konnte an den Erfolg von Johnsons Debütsingle Heartbeat anschließen. Johnsons Version von Tell It Like It Is ist 4:30 Minuten lang, erschien auf dem Album Let It Roll. Auf der B-Seite befindet sich das Stück Angel City.
Das Musikvideo spielt auf einer Party. Zu Beginn des Videos geht eine Frau langsam eine Treppe herunter, dann beginnt Don Johnson zu singen und die Studiomusiker spielen. In der Gesamthandlung durchläuft die Frau einen Raum, während Don Johnson und die Studiomusiker den Song vortragen.

## Andere Coverversionen
- 1967: Otis Redding feat. Carla Thomas
- 1969: George Benson
- 1972: Etta James
- 1974: Glen Brown
- 1975: Andy Williams
- 1980: Heart
- 1982: Neville Brothers
- 1989: Don Johnson
- 1990: Billy Joe Royal
- 1998: Ethel Ennis
- 2000: Michael McDonald
- 2001: Freddy Fender (Juegos)
- 2002: The Dirty Dozen Brass Band
- 2005: Doug Stone
- 2010: Thomas Quasthoff
- 2012: Mick Hucknall